# Зязин, Максим Иванович
Максим Иванович Зязин (1846—1900) — русский художник.

## Биография
Родился 24 августа 1846 года[по какому календарю?] в селе Сайгатка Сарапульского уезда, Вятской губернии (ныне г. Чайковский).
В 1866—1874 годах был вольнослушателем в Императорской Академии художеств; в 1869 году получил серебряные медали второго и первого достоинства, в 1872 году — премию в 100 руб. за эскиз «Потоп». В 1871 году по заказу Якутской духовной консистории он исполнил портрет императора Александра II. В 1873 году на академической выставке показал картину «Давид перед Саулом», о которой в ноябре 1873 года И. Н. Крамской в письме И. Е. Репину с иронией писал: «Зязин, как бы это Вам выразить, сотворил такое неприличие с программой, что все старцы пришли в ужас: написал без рисунка, без драпировки каких-то двух дикарей (Саул и Давид с гуслями), в пустом чулане, не домазал холста, об опрятности и помину нет, а между тем — даже драма. Ну, разумеется, его в шею, как смеешь грубить, — всё старая история».
В 1874 году преподавал рисование в Енисейской мужской прогимназии. В середине 1870-х годов преподавал в средних учебных заведениях Оренбурга. В 1881 году он был удостоен звания классного художника 3-й степени.
С 1881 года жил и преподавал в Иркутске; был учителем рисования в Иркутской учительской семинарии, преподавал рисование и чистописание в Иркутском техническом училище и ремесленно-воспитательном заведении Н. П. Трапезникова. Занимался росписью храмов Иркутска; им были выполнены «Евангелисты» в куполе Казанской церкви, построенной на средства А. М. Сибирякова, «Евангелисты» и «Чудеса Св. Иннокентия» в Вознесенском соборе.
В октябре-ноябре 1886 года в Иркутске прошла персональная выставка работ Зязина. В апреле 1900 года он участвовал в городской художественной выставке, где были представлены его картины «Гитарист», портрет И. В. Щеглова — учителя истории губернской гимназии, «Спас Нерукотворный», скульптурный медальон с головой Иоанна Крестителя и др.
Из его произведений также известны рисунки, выполненные для петербургских журналов «Пчела», «Кругозор» и др.: «Сваха» (1875), «Колумб-отрок» (1875), «Молодая крестьянка» (1877), «Гурт баранов в Оренбургской губернии» (1888). По рисункам Зязина в «Восточно-Сибирском календаре на 1885 год» были помещены две литографии: «Иркутский Вознесенский первоклассный общежительный монастырь» и «Ермак — покоритель Сибири».
Умер в Иркутске в 1900 году от цирроза печени; был похоронен на Иерусалимском кладбище.
Работы М. И. Зязина находятся в коллекциях Пермской государственной художественной галереи, Екатеринбургского государственного музея изобразительных искусств, Иркутского художественного музея.